# 熊本県道236号神水川尻線
熊本県道236号神水川尻線（くまもとけんどう236ごう くわみずかわしりせん）は、熊本県熊本市中央区から熊本市南区に至る一般県道である。

## 概要

### 路線データ
- 起点：熊本県熊本市中央区神水本町（湖東交差点、国道57号交点）
- 終点：熊本県熊本市南区川尻2丁目（川尻駅入口交差点、熊本県道50号熊本嘉島線・熊本県道229号畠口川尻停車場線交点）

## 路線状況

### 重複区間
- 熊本県道103号熊本空港線（熊本市東区画図東1丁目・画図東1丁目交差点 - 熊本市東区画図町大字上無田）
- 国道266号・国道445号（熊本市東区画図町大字重富・画図町重富交差点 - 熊本市南区田井島1丁目・田井島交差点）
- 国道57号（熊本市南区田井島1丁目・田井島交差点 - 熊本市南区田井島2丁目・田迎小入口交差点）
- 熊本県道104号熊本浜線（熊本市南区田井島2丁目・田迎小入口交差点 - 熊本市南区良町2丁目）
- 熊本県道182号田迎木原線（熊本市南区良町2丁目 - 熊本市南区御幸笛田5丁目）

## 地理

### 通過する自治体
- 熊本市（中央区 - 東区 - 南区）

### 交差する道路
| 交差する道路                                                        | 市町村名 | 市町村名 | 交差する場所     | 交差する場所            |
| ------------------------------------------------------------------- | -------- | -------- | ---------------- | ----------------------- |
| 国道57号                                                            | 熊本市   | 中央区   | 神水本町         | 湖東交差点 / 起点       |
| 熊本県道103号熊本空港線 重複区間起点                                | 熊本市   | 東区     | 画図東1丁目      | 画図東1丁目             |
| 熊本県道103号熊本空港線 重複区間終点                                | 熊本市   | 東区     | 画図町大字上無田 |                         |
| 国道266号 重複区間起点 国道445号 重複起点                           | 熊本市   | 東区     | 画図町大字重富   | 画図町重富交差点        |
| 国道57号 重複区間起点 国道266号 重複区間終点 国道445号 重複区間終点 | 熊本市   | 南区     | 田井島1丁目      | 田井島交差点            |
| 国道57号 重複区間終点 熊本県道104号熊本浜線 重複区間起点            | 熊本市   | 南区     | 田井島2丁目      | 田迎小入口交差点        |
| 熊本県道104号熊本浜線 重複区間終点                                  | 熊本市   | 南区     | 良町2丁目        |                         |
| 熊本県道182号田迎木原線 / 旧道 重複区間起点                         | 熊本市   | 南区     | 良町2丁目        |                         |
| 熊本県道182号田迎木原線 / 旧道 重複区間終点                         | 熊本市   | 南区     | 御幸笛田5丁目    |                         |
| 熊本県道182号田迎木原線 / 新道                                      | 熊本市   | 南区     | 御幸西2丁目      |                         |
| 国道3号                                                             | 熊本市   | 南区     | 南高江6丁目      | 天明新川橋交差点        |
| 熊本県道50号熊本嘉島線 熊本県道229号畠口川尻停車場線                | 熊本市   | 南区     | 川尻2丁目        | 川尻駅入口交差点 / 終点 |

### 沿線
- 江津湖
- 水前寺江津湖公園
- 熊本市動植物園
- 熊本市南区役所南部出張所（旧・南部市民センター）
- JR九州鹿児島本線 川尻駅